# The Soul Man
Pour les articles homonymes, voir Soul Man (homonymie).
The Soul Man est une série télévisée américaine en 54 épisodes de 22 minutes créée par Suzanne Martin et Cedric the Entertainer et diffusée entre le 20 juin 2012 et le 22 juin 2016 sur la chaîne TV Land.
Cette série est inédite dans tous les pays francophones.

## Synopsis
Le Révérend Sherman Boyce Ballentine, qui vivait la grande vie à Las Vegas au sommet des palmarès de la musique quand il a eu l'idée et a décidé de déménager à Saint-Louis avec sa famille pour devenir prédicateur à l'église de son père. Toutefois, Lolli, son épouse et Lyric, sa fille ne sont pas exactement enchantées de renoncer à la vie de superstar fabuleux pour leur nouvelle humble vie.

## Distribution

### Acteurs principaux
- Cedric the Entertainer : Révérend Sherman Boyce « The Voice » Ballentine
- Niecy Nash : Lolli Ballentine
- Wesley Jonathan : Fletcher Emmanuel Burrell « Stamps » Ballentine
- Jazz Raycole : Lyric Ballentine (principale saison 1, puis invitée)

### Acteurs récurrents
- John Beasley : Barton Moses Ballentine
- Hattie Winston : Sœur Coriann Pearly (saisons 1 et 2)
- Gary Anthony Williams : Lester
- Kellee Stewart (en) : Kim
- Kim Coles (en) : Wanda (saison 1)
- Malcolm Barrett : Bird (saison 2)

### Invités
- Sherri Shepherd : Nikki (saison 1, épisode 7)
- Robert Forster : James Ignatius (saison 1, épisode 7)
- Loretta Devine : Della Ballentine (saison 1, épisodes 11 et 12)
- Toni Trucks : Gina (saison 2, épisode 7)
- Tamar Braxton : Catherine (Saison 1, episode 3)

## Production
Niecy Nash, John Beasley, Wesley Jonathan et Jazz Raycole ont respectivement complété la distribution de la série. Suzanne Martin et Cédric ont écrit le pilote et sont les producteurs exécutifs avec Sean Hayes et Todd Milliner. Le pilote a été filmé le 2 décembre 2011.
Le 14 janvier 2012, TV Land a officiellement commandé le pilote de la série, sous le titre de Have Faith avec une première saison de douze épisodes. Le 11 mars 2012, la série change pour son titre actuel.

## Épisodes
| Saison | Saison | Nombre d'épisodes | Diffusion originale | Diffusion originale | Audiences US (En millions) |
| Saison | Saison | Nombre d'épisodes | Début de saison     | Fin de saison       | Audiences US (En millions) |
| ------ | ------ | ----------------- | ------------------- | ------------------- | -------------------------- |
|        | 1      | 12                | 20 juin 2012        | 5 septembre 2012    | 1.06                       |
|        | 2      | 10                | 19 juin 2013        | 28 août 2013        | NC                         |

### Saison 1: 2012
| N° | #  | Titre français | Titre original                | Réalisation | Scénario                                 | 1er diffusion    | Code de production | Audiences US (en M.) |
| -- | -- | -------------- | ----------------------------- | ----------- | ---------------------------------------- | ---------------- | ------------------ | -------------------- |
| 1  | 1  | Titre Inconnu  | Lost in the Move              | Stan Lathan | Suzanne Martin et Cedric the Entertainer | 20 juin 2012     | 101                | 1.92                 |
| 2  | 2  | Titre Inconnu  | Pastor Interference           | Stan Lathan | Devon Shepard                            | 27 juin 2012     | 102                | 1.20                 |
| 3  | 3  | Titre Inconnu  | The Ballentine Hands          | Stan Lathan | Robert Peacock                           | 4 juillet 2012   | 105                | 0.81                 |
| 4  | 4  | Titre Inconnu  | I Wanna Spend Time Witchoo    | Stan Lathan | Teri Schaffer et Raynelle Swilling       | 11 juillet 2012  | 108                | 0.88                 |
| 5  | 5  | Titre Inconnu  | My Old Flame                  | Stan Lathan | Phoef Sutton                             | 18 juillet 2012  | 103                | 0.85                 |
| 6  | 6  | Titre Inconnu  | Preacher's Block              | Stan Lathan | Teri Schaffer et Raynelle Swilling       | 25 juillet 2012  | 104                | 1.12                 |
| 7  | 7  | Titre Inconnu  | The God-Fathers               | Stan Lathan | Joe Furey                                | 1er août 2012    | 106                | 0.95                 |
| 8  | 8  | Titre Inconnu  | J. C. Carpenter's Gospel Show | Stan Lathan | Norm Gunzenhauser                        | 8 août 2012      | 107                | 1.03                 |
| 9  | 9  | Titre Inconnu  | How To Be a Church Lady       | Stan Lathan | Todd Jones et Earl Richey Jones          | 15 août 2012     | 109                | 1.03                 |
| 10 | 10 | Titre Inconnu  | Loving Las Vegas              | Stan Lathan | Joe Furey                                | 22 août 2012     | 110                | 0.97                 |
| 11 | 11 | Titre Inconnu  | To Leave or Not to Leave      | Stan Lathan | Robert Peacock                           | 29 août 2012     | 111                | 1.01                 |
| 12 | 12 | Titre Inconnu  | Momma's Home                  | Stan Lathan | Phoef Sutton                             | 5 septembre 2012 | 112                | 0.99                 |

### Saison 2: 2013
Le 13 novembre 2012, la série a été renouvelée pour une deuxième saison.
| N° | #  | Titre français | Titre original             | Réalisation            | Scénario                               | 1er diffusion   | Code de production |
| -- | -- | -------------- | -------------------------- | ---------------------- | -------------------------------------- | --------------- | ------------------ |
| 13 | 1  | Titre Inconnu  | Get Thee Behind Me         | Shelley Jensen         | Michael Curtis et Roger S. H. Schulman | 19 juin 2013    | 202                |
| 14 | 2  | Titre Inconnu  | My Brother's Keeper        | Shelley Jensen         | Yvette Lee Bowser et Devon Shepard     | 26 juin 2013    | 201                |
| 15 | 3  | Titre Inconnu  | Daddy and Mommy Dearest    | Leonard R. Garner, Jr. | Teri Schaffer et Raynelle Swilling     | 10 juillet 2013 | 204                |
| 16 | 4  | Titre Inconnu  | Love Thy Neighbor          | Phill Lewis            | David M. Matthews                      | 17 juillet 2013 | 203                |
| 17 | 5  | Titre Inconnu  | The Punching Preacher      | Phill Lewis            | Devon Shepard                          | 24 juillet 2013 | 206                |
| 18 | 6  | Titre Inconnu  | Bride and Prejudice        |                        |                                        | 31 juillet 2013 |                    |
| 19 | 7  | Titre Inconnu  | Save the Last Dance for Me |                        |                                        | 7 août 2013     |                    |
| 20 | 8  | Titre Inconnu  | Boyce in the Hood          |                        |                                        | 14 août 2013    |                    |
| 21 | 9  | Titre Inconnu  | Music and Lyric            |                        |                                        | 21 août 2013    |                    |
| 22 | 10 | Titre Inconnu  | Revelations                |                        |                                        | 28 août 2013    |                    |

### Troisième saison (2014)
Le 4 décembre 2013, la série a été renouvelée pour une troisième saison de huit épisodes diffusée depuis le 26 mars 2014.
1. titre français inconnu (All the Way Live)
2. titre français inconnu (Obama Drama)
3. titre français inconnu (Brother, Can You Spare a Kidney?)
4. titre français inconnu (Oh My Goddy)
5. titre français inconnu (Back in the Day)
6. titre français inconnu (Daddy Issues)
7. titre français inconnu (My Sweet Lord)
8. titre français inconnu (Moving On Up)

### Quatrième saison (2015)
Le 4 août 2014, la série a été renouvelée pour une quatrième saison de douze épisodes, diffusée depuis le 18 mars 2015.
1. titre français inconnu (Oh Snow You Didn't)
2. titre français inconnu (No Weddings and Ten Funerals)
3. titre français inconnu (Shopping While Black)
4. titre français inconnu (Voice Over)
5. titre français inconnu (Home Boyce)
6. titre français inconnu (Tell It Like It Isn't)
7. titre français inconnu (Be My Ballentine)
8. titre français inconnu (Wife of a Preacherman)
9. titre français inconnu (Who Let the Dog In?)
10. titre français inconnu (Mo' Momma, Mo' Problems)
11. titre français inconnu (Roar!)
12. titre français inconnu (Busting Boyce)

### Cinquième saison (2016)
Le 28 juillet 2015, la série a été renouvelée pour une cinquième et dernière saison de douze épisodes, diffusée depuis le 30 mars 2016.
1. titre français inconnu (Rev. Run)
2. titre français inconnu (Boyce's Choices)
3. titre français inconnu (Hangin' with Mr. Cupper)
4. titre français inconnu (Leader of the PAC)
5. titre français inconnu (Southern Discomfort)
6. titre français inconnu (Soul Train)
7. titre français inconnu (Sex, Lies, and Video Store)
8. titre français inconnu (This Mud's For You)
9. titre français inconnu (No Bingo, No Peace)
10. titre français inconnu (White Trash)
11. titre français inconnu (Numb and Number)
12. titre français inconnu (Boyce Don't Cry)

## Commentaires
C'est une série dérivée de la série à succès de la chaîne, Hot in Cleveland. Cedric the Entertainer est apparu dans l'épisode 21 de la saison 2 et plus tard dans l'épisode 1 de la saison 5.